# Matías Santos
Matías Santos, vollständiger Name Matías Joaquín Santos Arostegui, (* 11. März 1994 in Montevideo) ist ein uruguayischer Fußballspieler.

## Karriere

### Verein
Der nach Angaben seines Vereins 1,78 Meter große Mittelfeldspieler Santos stammt aus der Jugend der Montevideo Wanderers. Er stand mindestens seit der Apertura 2012 im Kader des Erstligisten Montevideo Wanderers. Für die Montevideaner bestritt er bis zum Abschluss der Spielzeit 2012/13 je nach Quellenlage neun oder zehn Spiele in der Primera División und erzielte einen Treffer. In der Spielzeit 2013/14 bestritt er 24 Erstligaspiele (vier Tore). Am 20. April 2014 zog er sich in der Begegnung mit Rentistas einen Kreuzbandriss zu. In der Saison 2014/15 wurde er 13-mal (zwei Tore) in der Liga und sechsmal (drei Tore) in der Copa Libertadores 2015 eingesetzt. Es folgten in der Spielzeit 2015/16 weitere 24 Erstligaeinsätze und vier Tore. In der Saison 2016 bestritt er 15 Ligaspiele (fünf Tore) und sechs Begegnungen (zwei Tore) in der Copa Sudamericana 2016. Während der laufenden Saison 2017 wurde er bislang (Stand: 7. August 2017) in 20 Erstligaspiel2n (kein Tor) und vier Partien (ein Tor) der Copa Libertadores 2017 eingesetzt.

### Nationalmannschaft
Am 19. Mai 2015 wurde er von Trainer Fabián Coito für den vorläufigen Kader der U-22 nominiert, die im Juli 2015 bei den Panamerikanischen Spielen 2015 in Toronto antreten wird.

### Erfolge
- Clausura 2014 (Primera División, Uruguay)